# Ernâni Vasconcelos

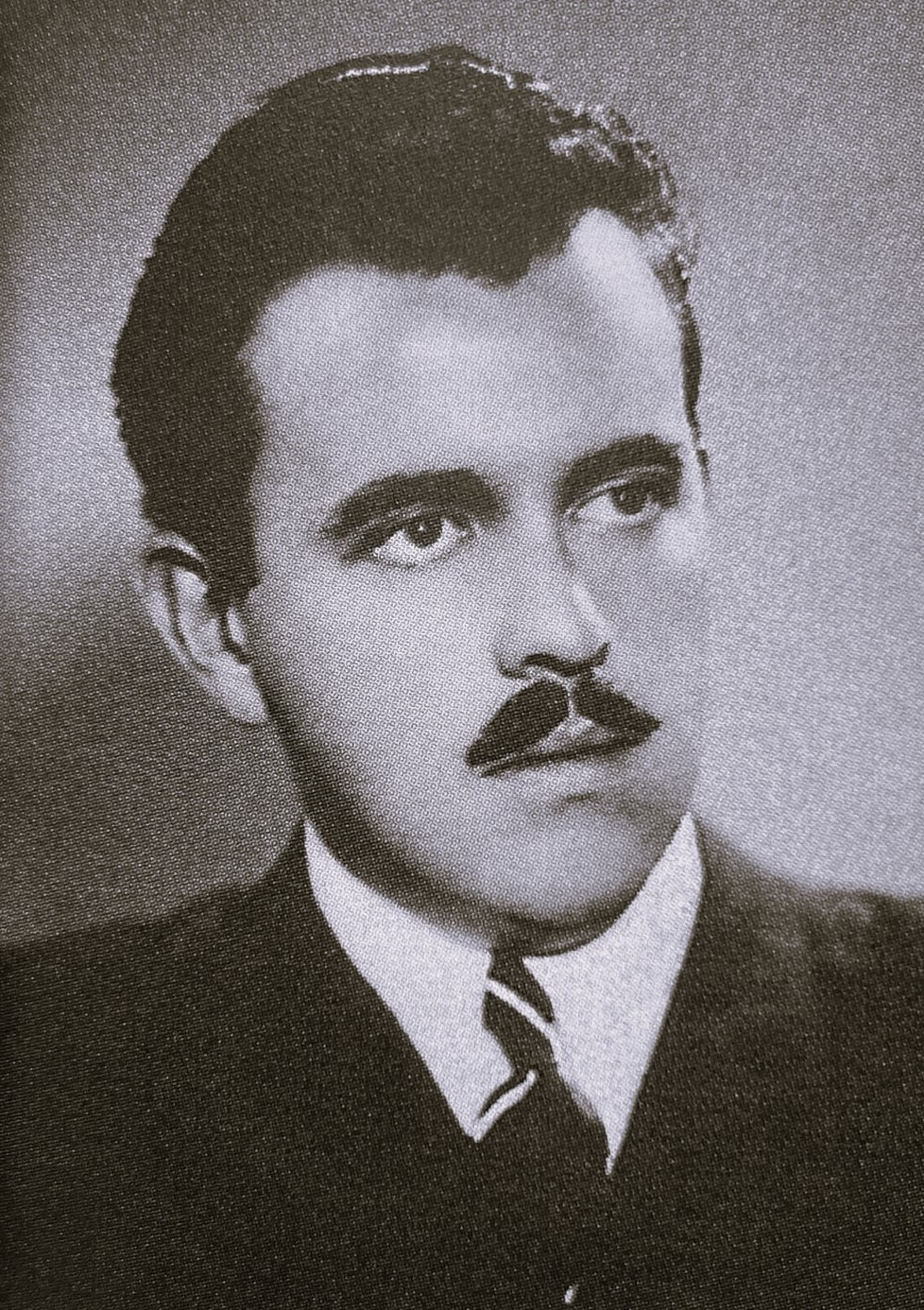
Retrato de Ernâni, sem data

Ernâni Mendes de Vasconcellos (Rio de Janeiro, 4 de abril de 1912 - 15 de janeiro de 1989). Foi um arquiteto, pintor e muralista brasileiro.

## Arquitetura

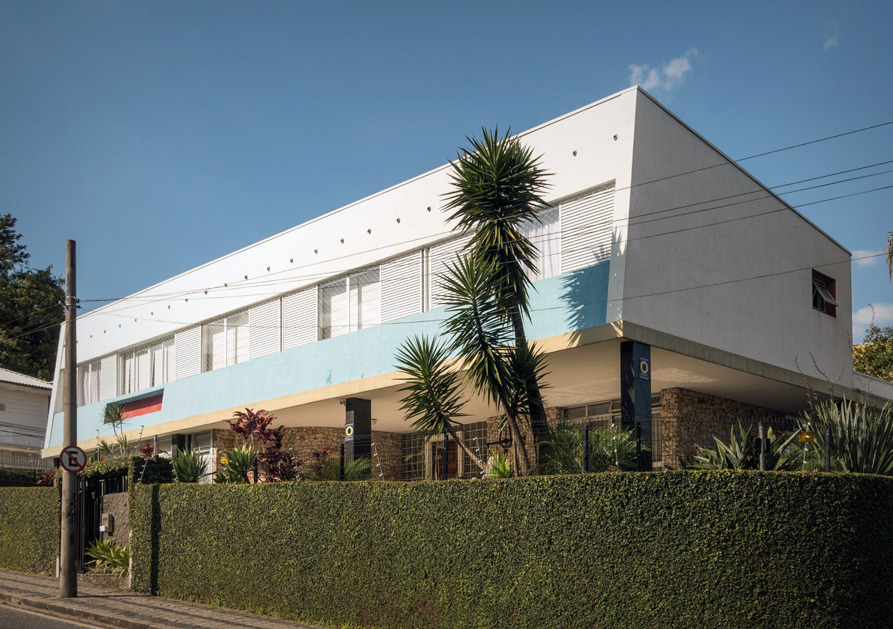
Residência José Barbosa em Curitiba - foto por Leticia Akemi

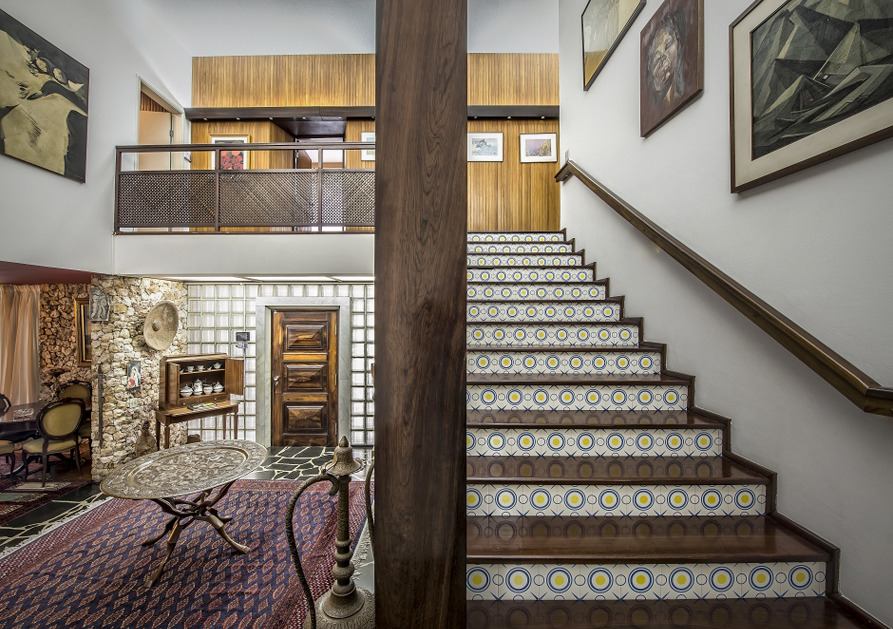
Interior da casa Residência José Barbosa em Curitiba - por Aline Akemi

Formou-se em arquitetura pela Escola Nacional de Belas Artes em 1933. Ao lado de Oscar Niemeyer, Carlos Leão e Jorge Machado Moreira, Ernâni compôs a equipe capitaneada por Lucio Costa no projeto para o Edifício Gustavo Capanema, o MEC, marco referencial da Arquitetura Moderna Brasileira. Na sua prática privada, projetou dezenas de residências, algumas muito importantes, como a residência José Barbosa, em Curitiba e o Sítio Penachaves, em Petrópolis. Associado ao arquiteto Álvaro Vital Brazil, trabalhou em inúmeras sedes estaduais do Banco da Lavoura de Minas Gerais. Foi diretor de planejamento da COHAB e diretor de Arquitetura e Urbanismo da Companhia do Metropolitano do Rio de Janeiro.
Em 1934, conquistou o Prêmio Caminhoá de Arquitetura, viajando pela Europa. De volta engaja-se no grupo renovador de artes no Rio de Janeiro e integra a equipe que projetou o MEC, no Rio de Janeiro.

## Pintura
Primeiras pinturas no início da década de 1940 e sua primeira exposição se deu em 1947. Volta à Europa em 1950, trabalhando e pesquisando por mais de um ano. 

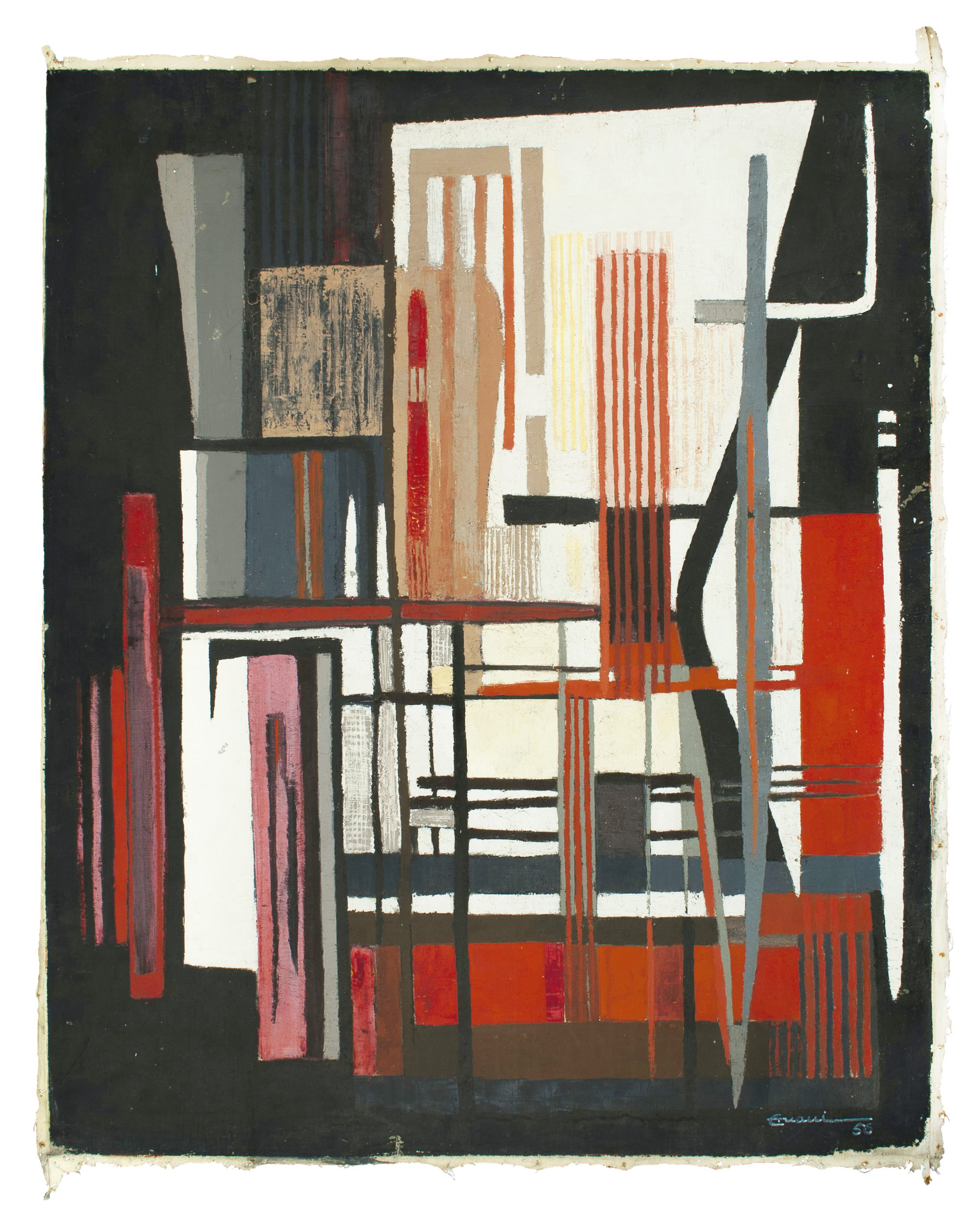
Composição de Ernani, 1956Acervo Artístico IA-UFRGS

## Cronologia
- s.d. - Rio de Janeiro RJ - Professor da Faculdade de Arquitetura e Urbanismo da UFRJ
- 1934 - Europa - Recebe o Prêmio de Viagem Caminhoá em Arquitetura
- 1936 - Rio de Janeiro RJ - Integra a equipe responsável pelo projeto do edifício-sede do MEC
- 1950 - Viaja para Europa, trabalhando e pesquisando por mais um ano
- ca.1958 - Membro-fundador da Associação dos Artistas Plásticos Contemporâneos
- 1958 - Santos SP - Executa mural para o Edifício do Banco do Brasil
- 1963 - Rio de Janeiro RJ - Membro do júri de seleção e premiação do 12º Salão Nacional de Arte Moderna